# Gliese 48
Gliese 48 (GJ 48 / HIP 4856 / LHS 131 / Ross 318) es una estrella en la constelación de Casiopea.
Visualmente se localiza entre 31 Cassiopeiae y 23 Cassiopeiae, casi equidistante entre ambas.
De magnitud aparente +9,96, no es observable a simple vista.
Gliese 48 es una enana roja de tipo espectral M3.0V.
Mucho más tenue que el Sol, tiene una luminosidad equivalente al 2,9 % de la luminosidad solar, pero aun así es mucho más luminosa que otras conocidas enanas rojas como Próxima Centauri o Wolf 359.
Con una temperatura efectiva de 3300 K, es una estrella similar a Gliese 832 o Gliese 588.
Su masa corresponde al 48% de la masa solar y tiene un radio equivalente al 51% del radio solar.
Gira sobre sí misma con una velocidad de rotación proyectada igual o inferior a 2,4 km/s.
Exhibe un contenido metálico parecido al del Sol, siendo su índice de metalicidad [Fe/H] = +0,04.
Puede ser una estrella fulgurante.
Gliese 48 está situada a 28,2 años luz del sistema solar.
Las estrellas conocidas más cercanas a Gliese 48 son Gliese 49 y Gliese 51, a 4,71 y 4,96 años luz respectivamente, mientras que la brillante μ Cassiopeiae dista 6,4 años luz de ella.